# Kulturwehr
Kulturwehr (pol. Obrona kultury, początkowo Kulturwille) – gazeta wydawana w języku niemieckim od 1924 roku w Berlinie przez Związek Mniejszości Narodowych w Niemczech. Czasopismo miało charakter naukowy i prenumerowały je biblioteki uniwersyteckie.

## Historia
Pismo powstało w końcu 1924 roku pod nazwą Kulturwille, jednak wraz z zaostrzaniem się nietolerancji w nazistowskich Niemczech została ona zmieniona w maju 1925 roku na Kulturwehr. Gazeta była oficjalnym organem prasowym Związku Mniejszości Narodowych w Niemczech, jednak jej wydawcą oraz właścicielem był Stanisław Sierakowski, pierwszy prezes Związku Polaków w Niemczech, w owym czasie prezes Związku Mniejszości Narodowych. Czasopismo drukowane było w Olsztynie przez Seweryna Pieniężnego, redaktora i wydawcę Gazety Olsztyńskiej.
Redaktorem naczelnym został Łużyczanin – Jan Skala. Miesięcznik zajmował się prezentacją kultury mniejszości narodowych: Serbołużyczan, Duńczyków, Fryzów, Polaków i Litwinów, które zamieszkiwały ówczesne Niemcy, a także problematyką obrony ich praw. W 1925 roku mimo sprzeciwu władz niemieckich Kulturwehr wpisany został na międzynarodową listę czasopism naukowych i był prenumerowany przez wszystkie wielkie biblioteki uniwersyteckie na świecie.
Na łamach czasopisma w sierpniu 1924 wydrukowano memoriał w sprawie szkolnictwa Serbołużyczan oraz Duńczyków, a we wrześniu 1927 roku – projekt ustawy o regulacji szkolnictwa mniejszościowego. Wraz ze wzrostem popularności ideologii narodowosocjalistycznej w początku lat 30. pismo zostało zdominowane przez materiały poświęcone łamaniu praw mniejszości.
5 listopada 1937 delegacja Związku Polaków w Niemczech spotkała się w Berlinie z kanclerzem III Rzeszy Adolfem Hitlerem. Na konferencji wręczyła mu Memoriał ludności polskiej w Rzeszy niemieckiej wyliczający przykłady prześladowania Polaków w nazistowskich Niemczech przez narodowych socjalistów. Kanclerz Rzeszy otrzymał również egzemplarze czasopisma Kulturwehr opisujący podobne incydenty wobec innych mniejszości.

### Nazizm
Po dojściu do władzy w Niemczech nazistów redakcję czasopisma spotkały szykany oraz prześladowania. Skala był redaktorem pisma do odebrania mu przez władze niemieckie prawa wykonywania zawodu dziennikarskiego w 1936 roku. Wydawcy Kulturwehr, Stanisławowi Sierakowskiemu, nazistowskie władze nakazały opuszczenie III Rzeszy. W 1933 roku przeniósł się on do Polski i osiadł w majątku osieckim. 20 października 1939 aresztowany przez Volksdeutscher Selbstschutz i więziony w rypińskim więzieniu, gdzie po kilku dniach tortur został zamordowany wraz z żoną Heleną, córką Teresą i jej mężem Tadeuszem Gniazdowskim.
Zamordowany został przez niemieckich nazistów również Seweryn Pieniężny, właściciel redakcji Gazety Olsztyńskiej, gdzie czasopismo Kulturwehr było drukowane.